# Lehota nad Rimavicou
Lehota nad Rimavicou este o comună slovacă, aflată în districtul Rimavská Sobota din regiunea Banská Bystrica, pe malul râului Rimavica⁠(d). Localitatea se află la altitudinea de 270 m deasupra n.m., se întinde pe o suprafață de 30,07 km2 și în 2017 număra 276 de locuitori. Se învecinează cu comuna Rimavské Zalužany.

## Istoric
Localitatea Lehota nad Rimavicou este atestată documentar din 1274.

## Demografie
| An:                | 1994 | 2004   | 2014    | 2024   |
| ------------------ | ---- | ------ | ------- | ------ |
| Număr de persoane: | 344  | 331    | 270     | 257    |
| Diferență:         |      | −3,77% | −18,42% | −4,81% |

| An:                | 2023 | 2024 |
| ------------------ | ---- | ---- |
| Număr de persoane: | 257  | 257  |
| Diferență:         |      | +0%  |